# 비슈누 푸라나

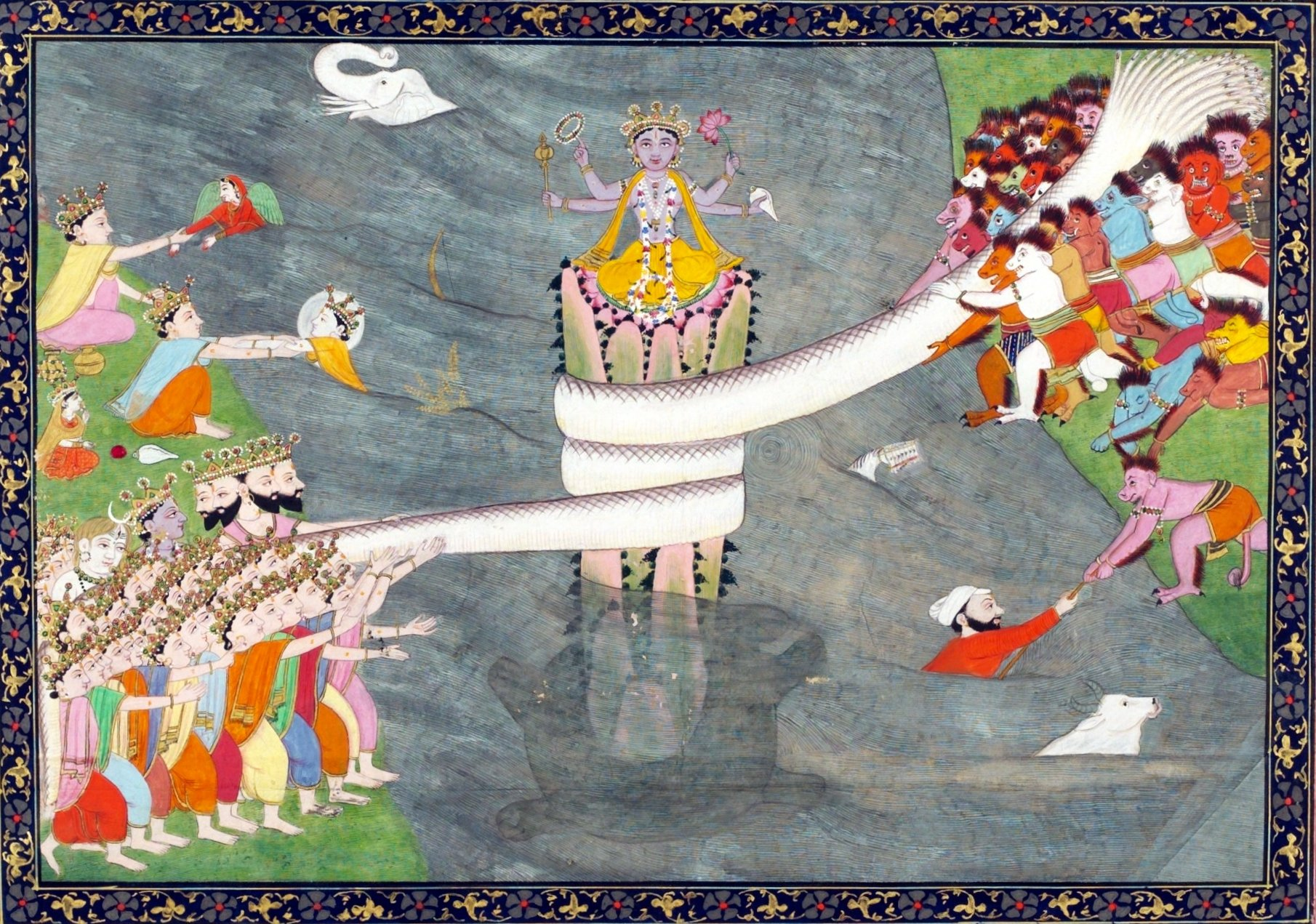

《비슈누 푸라나》(산스크리트어: विष्णु पुराण, Viṣṇu Purāṇa, 영어: Vishnu Purana)는 힌두교의 경전들 중 하나로, 18 마하푸라나들 중의 하나이다. 《비슈누 푸라나》는 가장 중요한 푸라나들 중의 하나로 여겨지고 있으며 때문에 "푸라나들 중의 보배"라는 뜻인 푸라나라트나(Puranaratna)라고도 불린다.
《비슈누 푸라나》는 파라사라(Parashara)와 그의 제자 마이트레야(Maitreya) 간의 대화로 이루어져 있으며, 6부(部)로 나뉘어 있다. 주로 다루고 있는 내용은 창조 신화, 아수라들(Asura)과 데바들(Deva) 간의 전쟁 이야기, 비슈누의 아바타들에 대한 내용, 전설적인 왕들의 계보와 이들에 대한 이야기들이다.

## 같이 보기
- 힌두교 경전
- 우파니샤드
- 베다